# Blysmus
Blysmus es un género  de plantas herbáceas de la familia Cyperaceae.    Comprende 10 especies descritas y de estas, solo 2 aceptadas.

## Descripción
Son plantas perennes, que alcanzan un tamaño de hasta 45 cm de altura. Rizoma rastrero. Tallos casi cilíndricos o trígonos. Hojas subbasales, hasta igualar el tallo. La inflorescencia es una espiga múltiple dísticas con 03-18 espigas, las brácteas más bajad con frecuencia como la hoja. Espigas con 3-10 glumas dispuestas en espiral. Flores bisexuales o apicales a menudo unisexuales y femeninas; perianto con cerdas  o reducido; estambres 2-3; estigmas 2. Nuez de 2-4,5 mm, lenticular.

## Taxonomía
El género fue descrito por  Panz. ex Schult. y publicado en Mantissa 2: 41. 1824. La especie tipo es: Blysmus compressus (L.) Panz. ex Link

## Especies aceptadas
A continuación se brinda un listado de las especies del género Blysmus aceptadas hasta febrero de 2014, ordenadas alfabéticamente. Para cada una se indica el nombre binomial seguido del autor, abreviado según las convenciones y usos.
- Blysmus compressus (L.) Panz. ex Link
- Blysmus mongolicola Kitag.
- Blysmus rufus (Huds.) Link